# Takyry

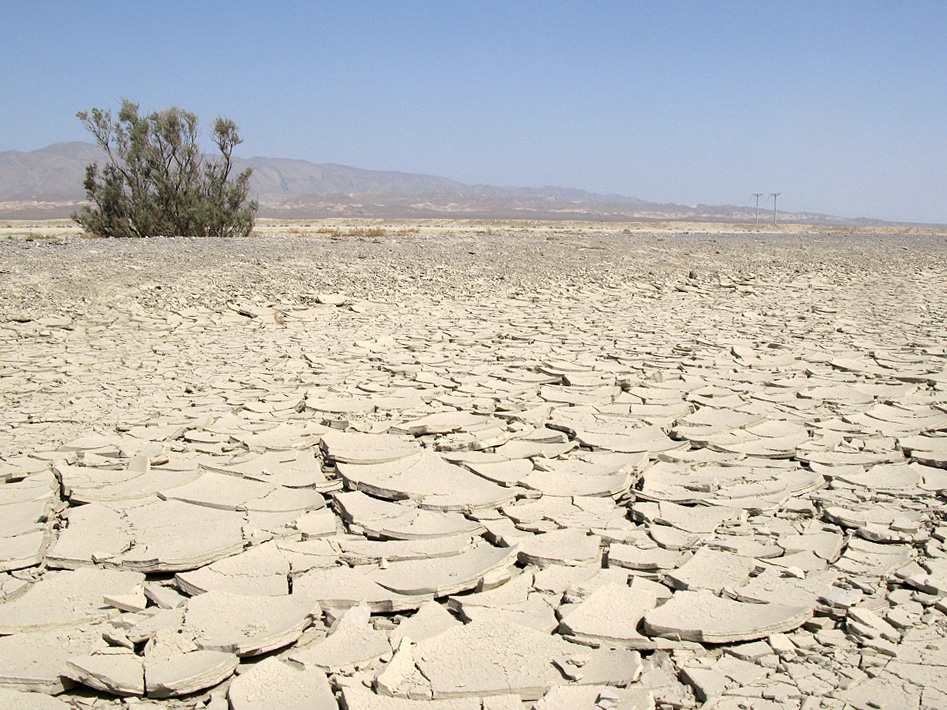
Takyry na pustyni Kara-kum w Turkmenistanie

Takyry – słone, ciężkie, nieurodzajne gleby obszarów suchych centralnej Azji, powstające w dnach obszarów epizodycznie zalewanych wodą. Charakteryzują się kilkucentymetrową skorupą z siecią wielobocznych spękań na powierzchni i prawie całkowitym brakiem roślinności.
Nazwa takyr (takir) pochodzi z języków tureckich używanych w Środkowej Azji, gdzie tak nazywano gleby występujące w obszarach również nazywanych takyrami. Są to płaskie obniżenia o popękanej, ilasto-mułowej powierzchni będące dnem wyschniętych jezior, jedynie okresowo zalewanych wodą, występujących na pustyniach i półpustyniach centralnej Azji. Podobne obszary w Ameryce nazywa się playa.
Gleby takyry powstają w obniżeniach terenu, w obszarach bezodpływowych epizodycznych jezior, na równinach aluwialnych lub na terenach obniżeń przedgórskich. Okresowe, krótkotrwałe zalanie wodą powoduje naniesienie najdrobniejszych frakcji iłu i pyłu, które po wyschnięciu tworzą na powierzchni jasną, twardą skorupę (pancerz) o grubości kilku cm. W trakcie wysychania tworzą się, charakterystyczne dla takyrów, wieloboczne spękania i poligony (płytki), zwykle o średnicy 8−10 cm. Materiał z którego jest zbudowany górny poziom składa się z ponad 80% z iłu i pyłu, nie zawiera lub zawiera mało soli rozpuszczalnych. Poniżej znajduje się wzbogacony w sole poziom o strukturze płytkowej lub masywnej, w którym brak spękań. 
Takyry charakteryzują się silnie zasadowym odczynem (pH 8−10) i małą pojemnością sorpcyjną. Są to gleby silnie zasolone, przy czym największe nagromadzenie soli występuje tuż pod spękaną skorupą. W kompleksie sorpcyjnym przeważają wapń, magnez i sód (sód może przekraczać 20%). Takyry zawierają mało próchnicy (ok. 0,5%), z przewagą kwasów fulwowych. Mają one niekorzystne właściwości fizyczne: ciężki skład granulometryczny, mała porowatość, mała przepuszczalność. Gleby te są prawie całkowicie pozbawione roślinności wyższej. Występują na nich w niewielkich ilościach jedynie glony, porosty i słonorośla.
Takyry są glebami śródstrefowymi tworzącymi zwykle niewielkie areały o powierzchni 1−12 km². Występują głównie na obszarach pustynnych i półpustynnych Azji środkowej w towarzyszą strefowym glebom szaroburym. Użytkowanie rolnicze takyrów jest nieopłacalne, jedynie w przypadku najlepszych gleb takyrowych (np. sołonczaków takyrowych), po nawodnieniach, mogą one być wykorzystywane w rolnictwie.
Używana regionalnie nazwa gleb takyry została włączona do rosyjskiej / radzieckiej systematyki gleb, skąd trafiła do światowego gleboznawstwa. W używanej obecnie międzynarodowej klasyfikacji gleb WRB nie wydzielono takyrów jako odrębnej grupy gleb, wprowadzono jedynie poziom diagnostyczny takyric.